# Poço Grande (Araci)
Poço Grande  é um distrito integrante do município brasileiro de Araci, estado da Bahia.
Localiza-se a aproximadamente 20.2 km da sede do município Araci e a cerca de 240 km da capital Salvador (segundo o Google Maps). Conta com uma população de aproximadamente 3 000 habitantes.
O distrito se desenvolveu em volta da Barragem do Poço Grande, em dois pontos específicos, um em cada ponta da trincheira, sendo que o lado norte apresenta maior desenvolvimento urbano e comercial.

## História
Quando a Barragem do Poço Grande foi construída e inaugurado no ano de 1964, pela empresa DENOCS,, ja haviam moradores nas proximidades e a construção somava com outros o objetivo de amenizar as dificuldades vividas pelas famílias da região assim como promover o desenvolvimento local e do município de Araci. Após a construção da barragem, como já pontuado, surgiram mais pessoas atraídas pela abundância de águas e pela possibilidade da pesca. Começou assim então a surgir indícios de ruas e construções fazendo com que o local tomasse forma de vila. Hoje o distrito tem relativa estrutura urbana, com ruas, avenida e praça pública. Goza de comercio local que atende os moradores nas necessidades básicas.

## Turismo

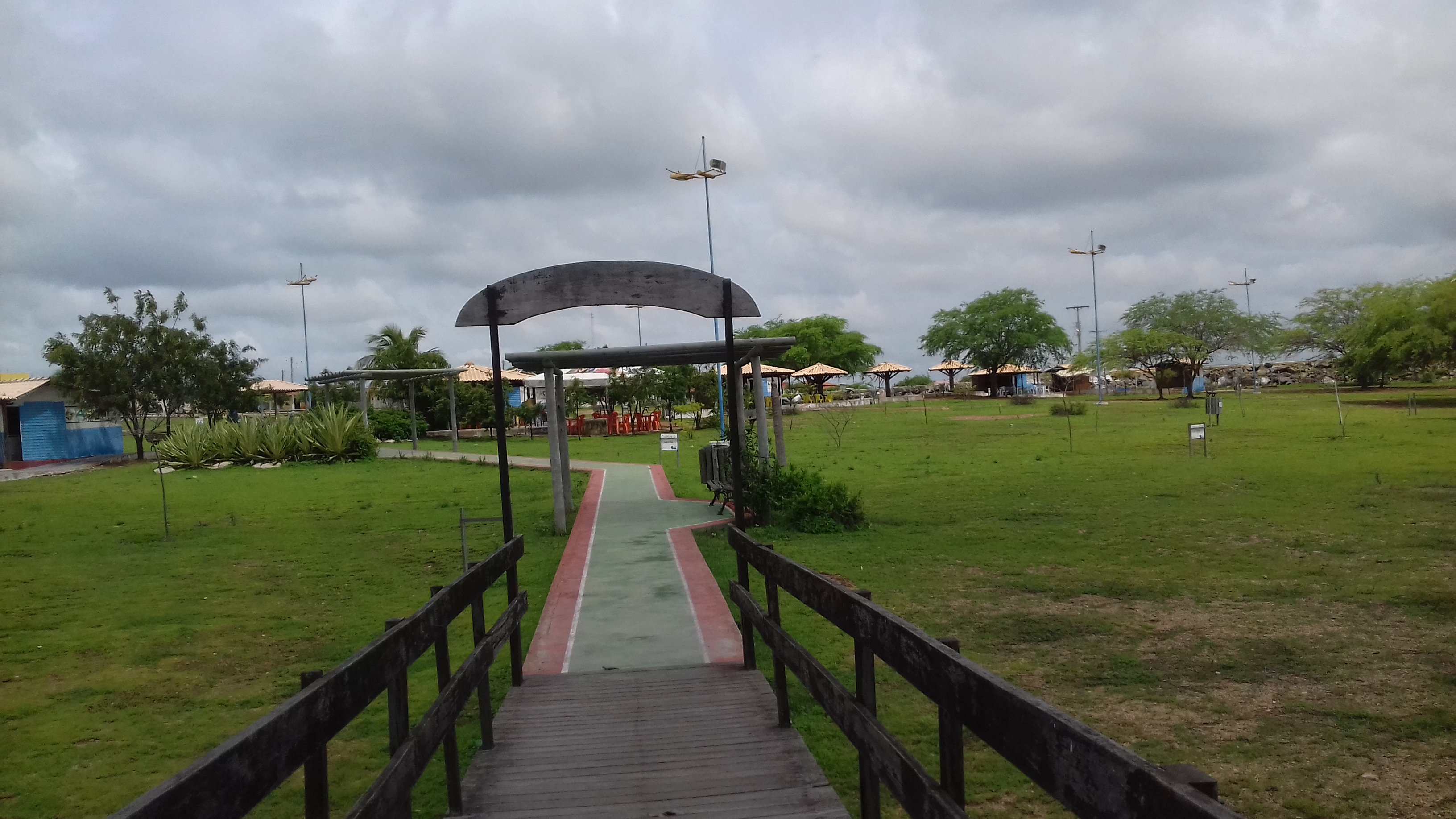
Quiosque próxima as margens da Barragem, na estância turística do Poço Grande

O distrito de Poço Grande tem elevado potencial turístico, apesar da carência administrativa, de atenção do poder público, goza de bom conceito dentre aqueles que lhe visitam. Atraídos, principalmente, pela Barragem do Poço Grande, onde foi criado o complexo turístico do Poço Grande os visitantes encontram ótimas opções de lazer, banho, pesca, possibilidade de prática de esportes aquáticos, alem de uma culinária simples mas muito atrativa. A paisagem também agrada. Inserido no meio do sertão da Caatinga, a presença da barragem e seu acumulo de águas, transforma a paisagem natural do sertão noutra com grande exuberância de verde, rochas e pelo comum avistamento de muitas espécimes de aves de hábitos aquáticos ou que são atraídos pela facilidade de alimentos.

## Geografia
Situado a 20.2 km da sede do município (conforme ferramenta de medição de distância do Google Maps) e a 240 Km de distância  da Capital Salvador se o acesso for feito pelas Rodovias BR-116 e BR-324 (referência também dada conforme medidor de distância do Google Maps).
O Distrito tem acesso, principalmente, através da sua sede pela BR-116, quando se vai a partir da capital Salvador ou de Feira de Santana, porem ao passar o limite do perímetro urbano araciense o acesso será continuado pela BR-224, trecho de 22.2 km de distância, sendo esta rodovia federal uma rodovia sem pavimentação (estrada de chão).

### Hidrografia
Poço Grande esta inserido às margens da barragem que leva ou que lhe deu nome, a Barragem do Poço Grande (também conhecia como Açude do Poço Grande e ainda de Açude Araci), conferindo-lhe grande privilégio, quando se fala em termo hidrográfico, tem também seu território cortado pelo Rio Carnaíba, rio que junto com o Rio Pau-a-pique compõe a sua bacia hidrográfica.

### Ecologia e meio ambiente

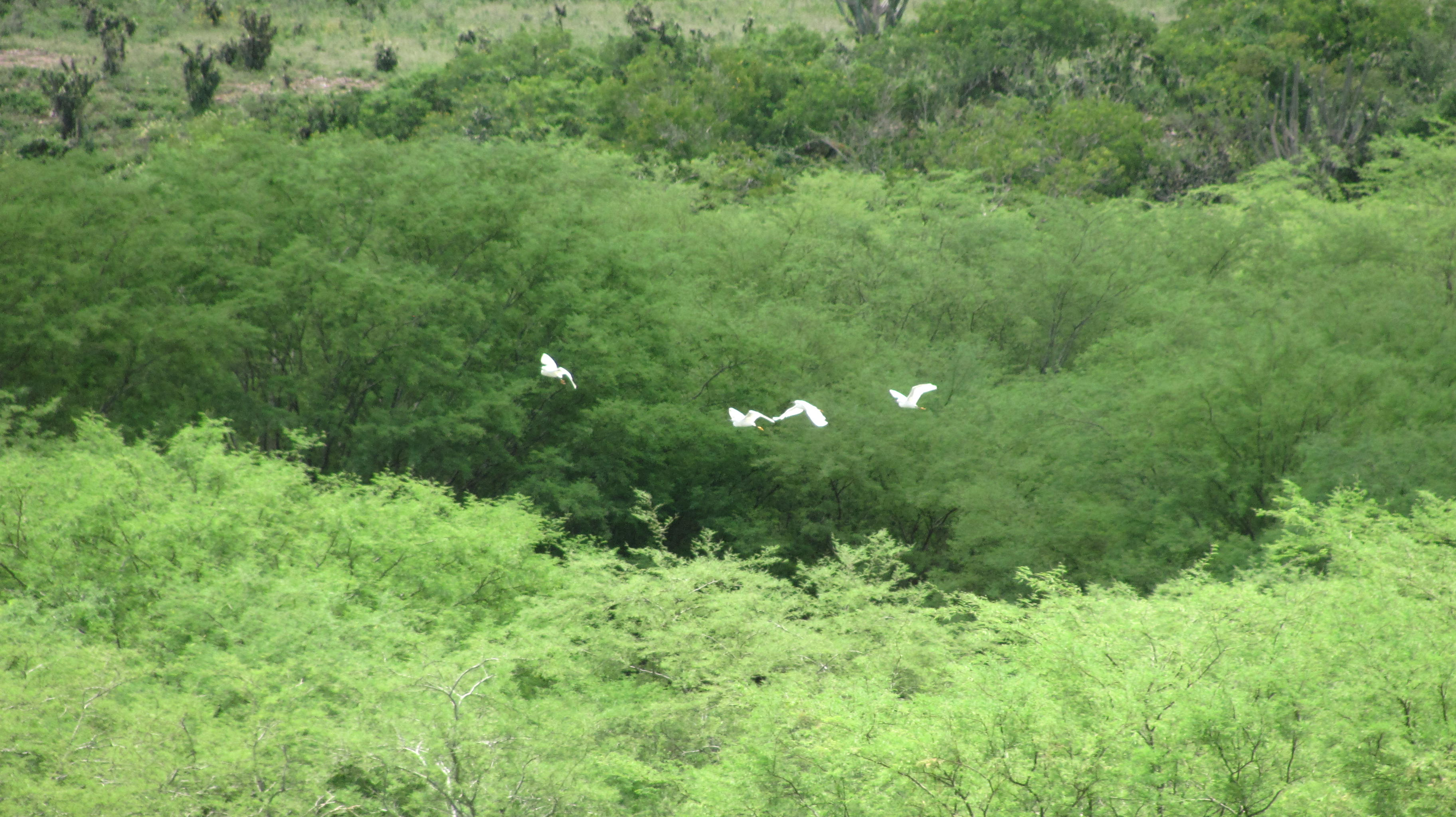
Garças sobrevoando área verde próximo ao Distrito a abaixo da trincheira da barragem

Situado em região que recebe características diversificada, assim como  sua sua Sede, em relação ao tipo de vegetação, localizado na faixa da sub-região 3 (agreste) e que pode-se ver, também, pontos de familiaridade com o sertão (sub-região 2) e de ter na Caatinga sua maior referência biológica, seja para a caatinga arbustiva quanto para a caatingas arbórea, a região do Distrito, especialmente em área adjacente a Barragem do Poço Grande, ou seja em seu entorno, especialmente próximo a trincheira e sangradouro e comporta,  apresenta uma grande faixa verde, que nem de longe mostra familiaridade com o sertão. A presença de solo sempre úmido e fértil,  promoveu  o surgimento de um bioma que foge, em relação ao aspecto natural, pelo verde constante e concentração de espécime de aves e para cada uma delas a grande quantidade de indivíduos, formando ali um verdadeiro oásis no sertão.

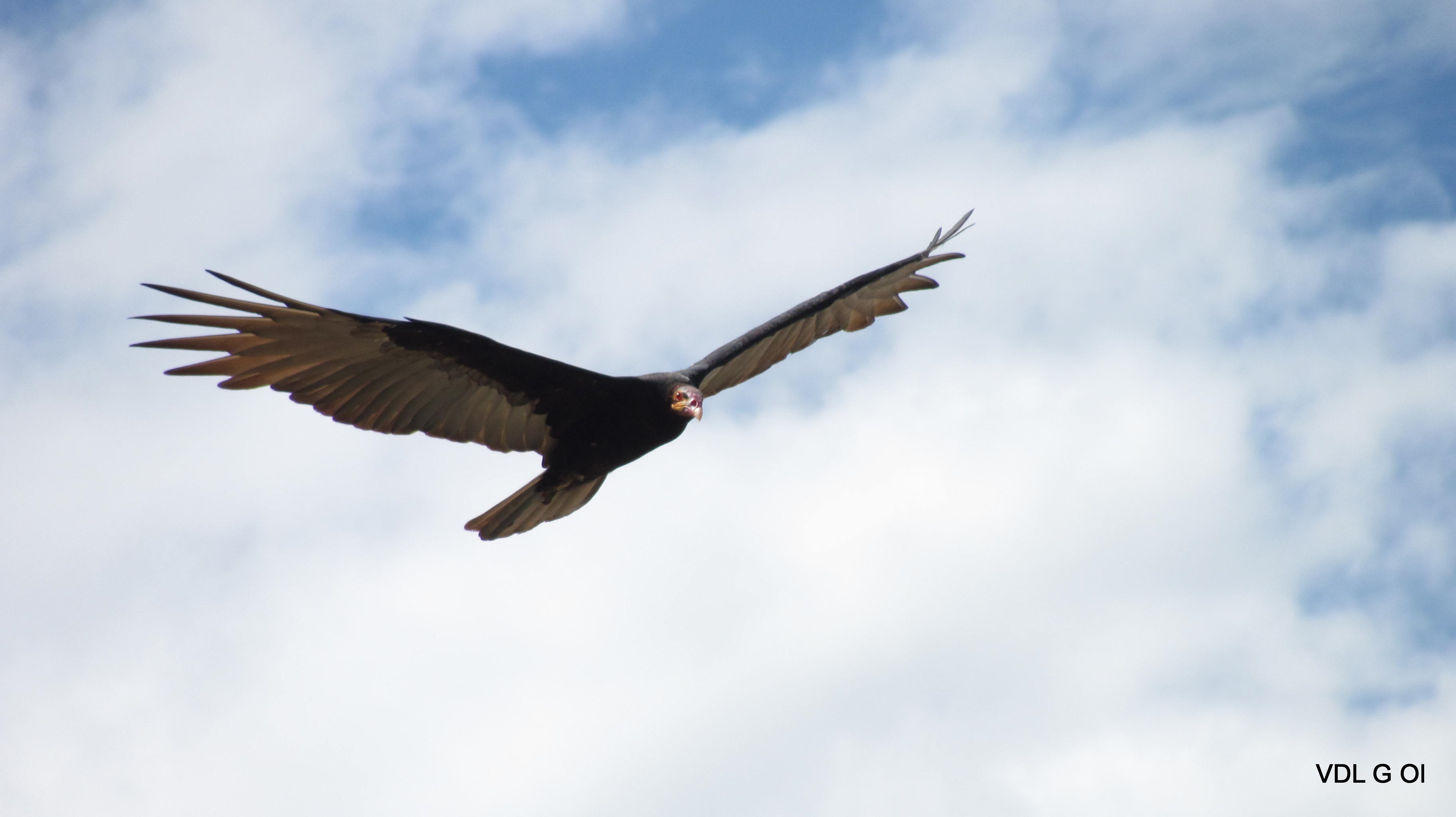
Urubu-de-cabeça-amarela, sobrevoando a barragem do Poço Grande no distrito de Poço Grande

Afastando-se no entanto, para muito além das águas da represa, percebe-se naturalmente o retorno da paisagem típica, porem, se for lançado um olhar atendo, é possível perceber singularidades, pelo avistamento mais fácil de animais, especialmente aves, em todo período do ano e na concentração não tão comum na região. Isto ocorre até pela presença do  Rio Carnaíba que corta  todo território do distrito e assim vai interior de Araci a dentro, até desaguar no Itapicuru, no município de Tucano e de riachos e córregos que surgem como braços do leito principal ou que derramem suas águas nele, participando assim de sua bacia hidrográfica.
Como reconhecimento desta singularidade  o Governo municipal promulgou a lei n° 178, em 20 de novembro de 2014
que, dentre muitos artigos pertinentes e abordagens de preservação da fauna e flora de Araci, determinou em seu artigo 15, inciso III que toda área no entorno da Barragem fosse considerada como Área de Preservação Permanente. Isto, porem, de certa forma, levanta uma questão a ser resolvida, uma vez que o Distrito em si está totalmente abrangido nesta área, já que desenvolveu e desenvolve-se adjacente a represa e, para que haja atendimento ao ponto das exigências da lei, de acordo ao que se ver na força dos princípios preestabelecidos na legislação em si, para as áreas de preservação permanente, resta saber como o distrito poderá crescer sem que viole os termos legais.

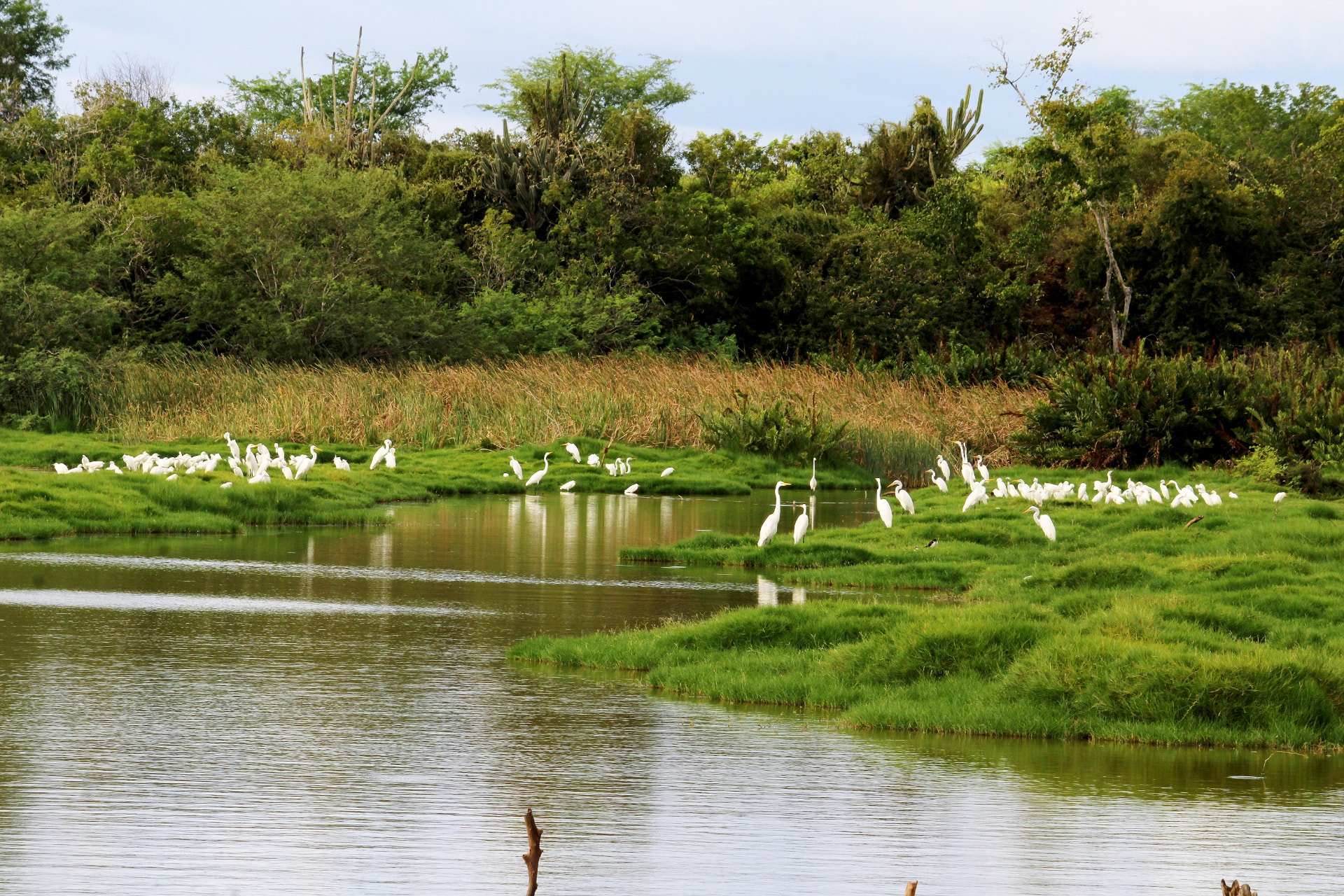
Oásis - abaixo da trincheira

Nas áreas envoltas da Barragem do Poço Grande e consequentemente do distrito do Poço Grande percebe-se grande concentração de vida silvestre, especialmente pássaros e aves de diversas espécimes diferentes. É possível encontrar por lá, carcarás e outras espécies de falconídeos, como gaviões, além de alguns tipos de garças como a Garça-branca-grande, Garça-branca-pequena, urubús como o Urubu-de-cabeça-preta, Urubu-de-cabeça-amarela, Urubu-de-cabeça-vermelha e outras especies de aves: Martim-pescador, socós como o socó-boi, mergulhõess como o biguá, Lavadeira-mascarada (Fluvicola nengeta), patos selvagens como o paturi, jaçanãs, galinha-d'água, frango-d'água-comum e diversas outras espécimes de animais que, motivado pela abundância de água e alimento, se concentram na região.

## Infraestrutura

### Acesso
O acesso ao distrito assim como a Barragem do Poço Grande é feito pela BA 408, ainda não pavimentada (interliga os municípios de Conceição do Coité, Araci e Santaluz. O distrito conta também com uma pista aeroviária de cascalho batido, para pouso de aviões de pequeno porte, construída especialmente para tornar possível o acesso de autoridades que vinham fiscalizar e viabilizar a construção da Barragem do Poco Grande.

### Saúde
Poço Grande conta com uma USF (Unidade De Saúde Da Família), tipo de unidade de atendimento médico criado pelo Ministério da Educação que tem (em termos básicos) a seguinte definição: unidade de Saúde da Família  é uma unidade pública de saúde destinada a realizar atenção contínua nas especialidades básicas, com equipe multiprofissional habilitada para desenvolver atividades de promoção, proteção e recuperação da saúde.

#### Especialidades
Na unidade de saúde são prestados atendimento nas seguintes especialidades:
- Pediatria
- Ginecologia
- Clínica Geral
- Enfermagem
- Odontologia

#### Serviços prestados
Alguns dos serviços prestados pela USF:
- Consultas médicas
- Inalações
- Injeções
- Curativos
- Vacinas
- Vacina de febre amarela
- Coleta de exames laboratoriais
- Tratamento odontológico
- Encaminhamentos para especialidades
- Fornecimento de medicação básica

### Educação
O distrito conta com as escola Escola Erasmo Oliveira Carvalho, que atende aos alunos oriundos da sua zona urbana e zona rural distrital. A baixo podemos ver dados gerais desta unidade, sejam de infraestrutura, sejam administrativas e funcionais.

#### Escola Erasmo Oliveira Carvalho
Esta unidade escolar é uma escola de nível infantil, creche e pré-escolar ao ensino fundamental, conta com 29 funcionários e dispõe de boa condição estrutural.
Infraestrutura escolar
- Alimentação escolar para os alunos
- Água filtrada
- Não possui água
- Energia da rede pública
- Lixo destinado à coleta periódica
- Lixo destinado à queima
- Acesso à Internet Banda larga

Equipamentos
- Aparelho de TV
- Aparelho de DVD
- Aparelho de som
- Projetor multimídia (datashow)
- Câmera fotográfica/filmadora

Estrutura física
- 5 salas de aulas
- 29 funcionários
- Sala de diretoria
- Sala de recursos multifuncionais para Atendimento Educacional Especializado (AEE)
- Cozinha
- Banheiro fora do prédio
- Banheiro dentro do prédio
- Banheiro adequado à alunos com deficiência ou mobilidade reduzida
- Pátio coberto